# Josia aperta
Josia aperta är en fjärilsart som beskrevs av W. Warren 1905. Josia aperta ingår i släktet Josia och familjen tandspinnare. Inga underarter finns listade i Catalogue of Life.